# Curt Eisner
Curt Jacobus Eisner (28. dubna 1890, Zabrze, Německo, dnes Polsko – 30. prosince 1981, Haag, Nizozemsko) byl polsko-německý entomolog-parnassiolog a muzejník židovského původu, který se zabýval převážně motýly, z nichž studoval přednostně rod Parnassius. Velkou část svého života strávil v Nizozemsku. Jeho sbírka hmyzu (převážně rodu Parnassius) se nachází v přírodovědném muzeu v nizozemském Leidenu. Jedinci z rodu ptakokřídlec (Ornithoptera) a tribu morfovití (Morphinae) se nacházejí v Museum für Naturkunde v Berlíně. Během svého života spolupracoval hlavně s Felixem Brykem, ale i se slovenskými entomology, například Jánem Zelným ze Žiliny.